# Karl-Erik Palmér
Karl-Erik Palmér (Malmö, 1929. április 17. – Malmö, 2015. február 2.) svéd válogatott labdarúgó.

## Sikerei, díjai

### Klub
- Malmö FF
  - Svéd első osztály bajnoka: 1948–49, 1949–50, 1950–51
  - Svéd kupa: 1951
- Juventus
  - Olasz kupa: 1959